# Panama (Capo Plaza)
Panama è un singolo del rapper italiano Capo Plaza, pubblicato il 18 giugno 2021 come secondo estratto dalla riedizione del  terzo album in studio Plaza.

## Descrizione
Il brano vanta la collaborazione della cantante francese Aya Nakamura.

## Tracce
1. Panama (feat. Aya Nakamura) – 2:52

## Classifiche
| Classifica (2021) | Posizione massima |
| ----------------- | ----------------- |
| Italia            | 40                |